# Johan Edlund
Johan Edlund (Stockholm, Švedska, 9. ožujka 1971.) švedski je pjevač, gitarist i klavijaturist. Najpoznatiji je kao lider sastava Tiamat i Lucyfire. Također je remiksao pjesme sastava Rammstein i London After Midnight. Također bio je gostujući pjevač nizozemskog progresivnog metal projekta Ayreon.
Godine 1995. preselio se u Dortmund, Njemačka. Od 2005. godine živi u Solunu, Grčka. Kasnije se preselio u Nova Scotiju, Kanada.

## Diskografija
Tiamat
- Sumerian Cry (1990.)
- The Astral Sleep (1991.)
- Clouds (1992.)
- Wildhoney (1994.)
- A Deeper Kind of Slumber (1997.)
- Skeleton Skeletron (1999.)
- Judas Christ (2002.)
- Prey (2003.)
- Amanethes (2008.)
- The Scarred People (2012.)

Gostavnja
- Unanimated – In the Forest of Dreaming Dead (1993.)
- Ayreon – Universal Migrator Part 1: The Dream Sequencer (2000.)
- Flowing Tears – Invanity – Live in Berlin (2007.)

## Vanjske poveznice
- Johan Edlund na stranici AllMusic